# ایکس‌تیوب
ایکس‌تیوب (انگلیسی: Xtube) یک سرویس اشتراک ویدئو پورنوگرافی است که به ارائه خدمات پورنوگرافی بزرگسال و میزبانی ویدیو می‌پردازد. مقر این وبسایت در اونتاریو تورنتو می‌باشد و در سال ۲۰۰۶ پایه‌گذاری شده. ایکس تیوب اولین سایتی محسوب می‌شود که برای جامعه بزرگسال امکان بارگذاری و انتشار ویدیوهای پورنوگرافی بزرگسالان را می‌دهد. ایکس تیوب یک سایت سازنده پورن نیست و آرشیو این سایت توسط بارگذاری ویدیو از سوی کاربرانش تأمین می‌شود. فیلمهای پورن کاربران، مدل‌های وب کم، عکاسان پورنوگراف و ادبیات شهوانی و ویژگی‌های یک شبکه اجتماعی جزو بخش‌های مختلف این وب سایت پورن است.

## تاریخچه
در سال ۲۰۰۶ این وب سایت در تورنتو پایه‌گذاری شد. ایکس تیوب به مایندگیگ تعلق دارد.